# Bildungsdirektion (Österreich)
Die Bildungsdirektion ist eine österreichische Behörde, die seit 1. Jänner 2019 die gesamte Schulverwaltung eines Bundeslandes organisiert.

## Organisation und Geschichte
Es handelt sich um eine gemeinsame Behörde des Bundes und des jeweiligen Landes sui generis. Die verfassungsrechtliche Grundlage wurde durch ein neues fünftes Hauptstück der Bundesverfassung geschaffen. Die Bezeichnung der Behörde lautet „Bildungsdirektion für …“ mit Hinzusetzung des Namens des Bundeslandes.
Präsident der Bildungsdirektion ist je Bundesland der Landeshauptmann oder das jeweils fachlich zuständige Mitglied der Landesregierung, das durch ein Landesgesetz festgelegt wird.
An ihrer Spitze steht der Bildungsdirektor. Es handelt sich dabei um einen für fünf Jahre bestellter Bundesbedienstetern der im Einvernehmen mit dem Landeshauptmann und auf dessen Vorschlag durch den zuständigen Bundesminister ernannt wird.
Im Februar 2018 wurde Johann Heuras von Bundesminister Heinz Faßmann zum Bildungsdirektor von Niederösterreich und damit zum ersten Bildungsdirektor Österreichs ernannt. Im Juni 2018 wurde Rudolf Mair von Minister Faßmann zum Salzburger Bildungsdirektor bestellt. In Kärnten wurde im Juli 2018 Robert Klinglmair zum Bildungsdirektor bestellt.
Im Herbst 2022 wurde „ein ganzjähriges Bewerbungsfenster“ für Lehrkräfte angekündigt.
Im Mai 2023 wurde bekannt, dass trotz Personalmangels „Junglehrerinnen und -lehrer beim Berufseinstieg zumindest teils weiter nur unsichere Kettenverträge“ bekämen und trotz ursprünglich gegenteiliger Intentionen des Bildungsministeriums „bis zu fünf Jahre auf eine Fixanstellung warten“ müssen. Nur bei den Bundesschulen sei das Ministerium den Bildungsdirektionen gegenüber weisungsberechtigt. „Keine Umsetzung der Anregung des Bildungsministeriums ist im Burgenland, in Tirol und der Steiermark geplant.“

## Bildungsdirektoren
Für die erste Periode der neu geschaffenen Bildungsdirektionen wurden folgende Personen bestellt:
- Wien: (interimistisch) Arno Langmeier[8] (siehe Bildungsdirektion für Wien)
- Niederösterreich:
  - Johann Heuras (bis 31. Oktober 2022)[9]
  - Karl Fritthum (ab 1. November 2022)[9]
- Burgenland: Heinz Josef Zitz
- Steiermark: Elisabeth Meixner
- Kärnten:
  - Robert Klingmair (bis August 2021)[10]
  - Isabella Penz (seit 1. September 2021)[10]
- Oberösterreich: Alfred Klampfer
- Salzburg: Rudolf Mair
- Tirol: Paul Gappmaier
- Vorarlberg: Evelyn Marte-Stefani

## Aufgaben
Die Bildungsdirektion ist für den Vollzug der Tätigkeit der Bundeslehrer und der Landeslehrer, der äußeren Schulorganisation, des Bundesverwaltungspersonals und die Schulaufsicht zuständig. Damit übt sie sämtliche Befugnisse aus, die zuvor der Landesschulrat bzw. die Schulabteilungen der Länder wahrnahmen. Landesgesetzlich kann außerdem eine Zuständigkeit für weitere Bereiche wie Kindergärten begründet werden.